# Musique crétoise
La musique crétoise, en grec moderne : Κρητική μουσική / Kritikí mousikí, également appelée kritiká, en grec moderne : κρητικά, traditionnelle de l'île de Crète, en Grèce, est dominée par la lyra (vièle à trois cordes) accompagnée par le laouto (luth) crétois. 
Les joueurs de lyra les plus connus sont Thanásis Skordalós (el) et Kóstas Mountákis. La musique crétoise se démarque de la musique grecque du continent en bien des points. 

## Histoire
Pendant des siècles, la musique locale a été influencée par les styles et techniques de l'Est. Par exemple, la lyre crétoise est pratiquement similaire à celles utilisées à Istanbul et deux théories s'affrontent quant à leur origine[réf. nécessaire] :
1. La lyre aurait été importée par les Arabes venant d'Espagne qui conquirent la Crète de 823 à 961
2. La lyre aurait débarqué de Crète à Sitía depuis Constantinople, pendant le XIIe siècle.

Après les Croisades, la domination de l'île par les Vénitiens et les Génois provoque l'apparition de nouveaux instruments et styles musicaux. À la fin du XIVe siècle, la mantinada (court poème chanté de 15 syllabes) devient très populaire, suivie, à la fin du XVIIe siècle, par l'arrivée du violon.
Après la chute de Constantinople, de nombreux musiciens religieux se réfugient en Crète. Pierre Belon, physicien français, note en 1547 des danses de guerre de Crète. Un voyageur anglais, quant à lui, rapporte avoir assisté, en 1599, à des danses violentes exécutées tard dans la nuit.
Les plus anciennes chansons folkloriques de toute la Grèce encore conservées de nos jours remontent au XVIIe siècle lorsque des moines enregistrent des rizitika dans les monastères du Mont Athos. Garder une trace écrite des chansons séculières était alors pratiquement certainement interdit par le code de conduite monastique. Cependant, les relations entre musique et religion persistent de nos jours encore où les prêtres sont connus pour être de très bons chanteurs (tels que par exemple Aggelos Psilakis). C'est à cette période que travaille Francisco Leontaritis, considéré comme le père de la musique grecque moderne. 
Après la conquête de l'île par l'Empire ottoman en 1669, la Crète passe par une période noire de pauvreté et de tyrannie. Ce n'est qu'aux alentours de 1810 que Georges le Crétois remet au goût du jour les traditions musicales de l'époque byzantine. La plupart des chansons et des musiques crétoises actuelles ont leurs racines dans les influences turques.
Au début du XXe siècle, le violon devient l'instrument principal de la musique folklorique crétoise. Un hybride de violon et de lyra, appelé viololyra est mis au point en 1920 puis, vingt ans plus tard, la lyre moderne est créée par la combinaison d'un lyraki et d'un violon par Manolis Stagakis.

## Musique moderne
Les premières vedettes de la musique populaire crétoise furent Andreas Rodinos, Yiannis Bernidakis (Baxevanis), Stelios Koutsourelis, Stelios Foustalieris, Efstratios Kalogeridis, K. Papadakis, Kóstas Mountákis et Thanassis Skordalos. Plus tard, dans les années 1960, des musiciens tels que Nikos Xylouris et Yiannis Markopoulos mélangent la musique folklorique crétoise avec des techniques modernes, ce qui leur vaut de virulentes critiques des conservateurs. Toutefois, leur musique reste très populaire, comme l'est celle d'autres musiciens tels que Charalambos Garganourakis et Vasilis Skoulas. 
La musique folklorique crétoise reste toujours présente dans la vie quotidienne de l'île de Crète, mais aussi dans plusieurs îles de la mer Égée.